# Каньшино (Вологодская область)
Каньшино — деревня в Вытегорском районе Вологодской области.
Входит в состав Саминского сельского поселения, с точки зрения административно-территориального деления — в Саминский сельсовет.
Расположена на левом берегу реки Самина. Расстояние до районного центра Вытегры по автодороге — 51,5 км, до центра муниципального образования посёлка Октябрьский  по прямой — 1,4 км. Ближайшие населённые пункты — Загородская, Октябрьский, Тикачево.
По переписи 2002 года население — 22 человека (11 мужчин, 11 женщин). Преобладающая национальность — русские (95 %).